# Doublet Pool
Doublet Pool is een hete bron in Yellowstone National Park.
De poel is ongeveer 2,4 meter diep en de temperatuur is ongeveer 90,2 °C.
Ongeveer iedere twee uur wordt de rechterpoel actief. Deze actieve periode bestaat uit het inklappen van gas- en stoombellen, die soms gevoeld kunnen worden aan het oppervlak. Daarnaast pulseert en overstroomt de poel.
Doublet Pool heeft uitbarstingen in het verleden gehad - een van de uitbarstingen verscheen toen er een geiser dicht bij Doublet Pool uitbarstte en de andere verscheen na de Hebgen Lake-aardbeving in 1959. Uitbarstingen van Doublet Pool duren ongeveer 8 minuten.

## Trivia
- Het waterniveau in Doublet Pool stond eerst een stuk lager dan dat het nu staat. Dit is de zien aan de randen van geiseriet onder het waterniveau.